# Tornow (Wusterhausen/Dosse)
Tornow ist ein Ortsteil der Gemeinde Wusterhausen/Dosse im  Landkreis Ostprignitz-Ruppin in Brandenburg. Das Dorf hat rund 50 Einwohner. Es liegt an der Dosse, einem Nebenfluss der Havel.

## Geschichte

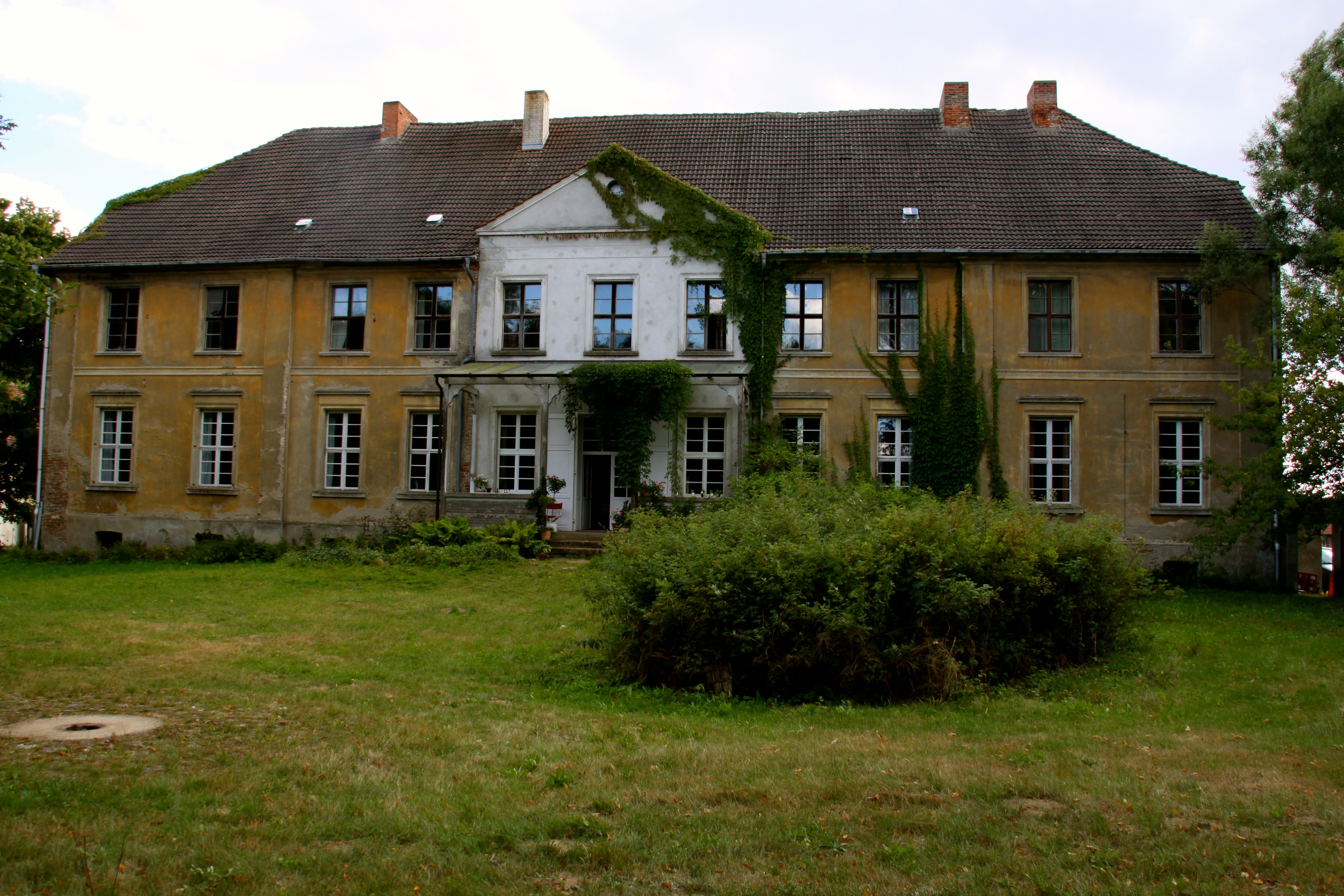
Herrenhaus von Gut Tornow

Tornow wird im Jahre 1285 erstmals erwähnt. Bis zu diesem Zeitpunkt befand es sich im Besitz der Markgrafschaft Brandenburg, die es in diesem Jahr an den Papst Honorius IV. übertrug. In der Schenkungsurkunde wird die Mühle von Torneu aufgeführt. Honorius übergab das Anwesen dem Zisterzienserorden, der es vom Kloster Dünamünde (heute etwa zwölf Kilometer von Riga entfernt in Lettland gelegen) aus bewirtschaftete. Später übernahmen Benediktiner aus dem Kloster Stolpe Tornow, ehe es unter die Lehnsherrschaft der Grafen von Lindow-Ruppin geriet. Diese verkauften das Dorf und die umliegenden Ländereien im Jahre 1438 an Konrad von Lintorff, den Bischof von Havelberg. Sein letzter Amtsnachfolger, der evangelische Administrator und Markgraf von Brandenburg, Joachim Friedrich, verkaufte es im Jahre 1560 an Melchior aus der Familie von Brunn, in deren Besitz Dorf und Gut bis 1817 verblieben. Nach mehreren weiteren Besitzerwechseln kaufte die Familie von Dallwitz das Anwesen im Jahre 1877, nach der genealogischen Fachliteratur bereits 1860, und bewirtschaftete es bis 1945. Zum Zeitpunkt der Übernahme des Gutes durch das Reichstagsmitglied Sigismund von Dallwitz-Limbsee weist das Generaladressbuch der Rittergutsbesitzer Brandenburgs für Tornow 589 ha aus, davon waren 133 ha Waldbesitz. Erbe wurde der Rechtsritter des Johanniterordens Dr. jur. Wolfgang von Dallwitz (1863–1928) und dann dessen Ehefrau Johanna, geborene von Ditfurth (1891–1967). Ihr Rittergut umfasste 578 ha vor der großen Wirtschaftskrise.
Nach dem Zweiten Weltkrieg enteignete die sowjetischen Militärverwaltung das Gut Tornow. Im Jahr 1946 teilte sie im Zuge der Bodenreform insgesamt 645,7 Hektar Land unter 44 Neubauern auf. Im Jahr 1994 kaufte die Familie von Dallwitz das Gutshaus mit den umliegenden Ländereien zurück und begann mit der bis heute andauernden Renovierung des Anwesens.

## Politische Zugehörigkeit
1928 wurden Dorf und Gutsbezirk Tornow in die Gemeinde Sechzehneichen eingemeindet, die 1973 in der Gemeinde Bantikow aufging. Diese wiederum gelangte im Zuge der Ämterbildung 1992 zum Amt Wusterhausen/Dosse. Seit dem 31. Dezember 1997 ist Tornow Ortsteil der Gemeinde Wusterhausen/Dosse.
Die Gemeinde und der spätere Ortsteil Tornow gehörten von 1816 bis 1952 zum Landkreis Ostprignitz, von 1952 bis 1993 zum Kreis Kyritz (bis 1990 im Bezirk Potsdam, seither im Land Brandenburg gelegen) und seit 1993 zum Landkreis Ostprignitz-Ruppin.

## Sehenswürdigkeiten

### Herrenhaus und Landschaftspark

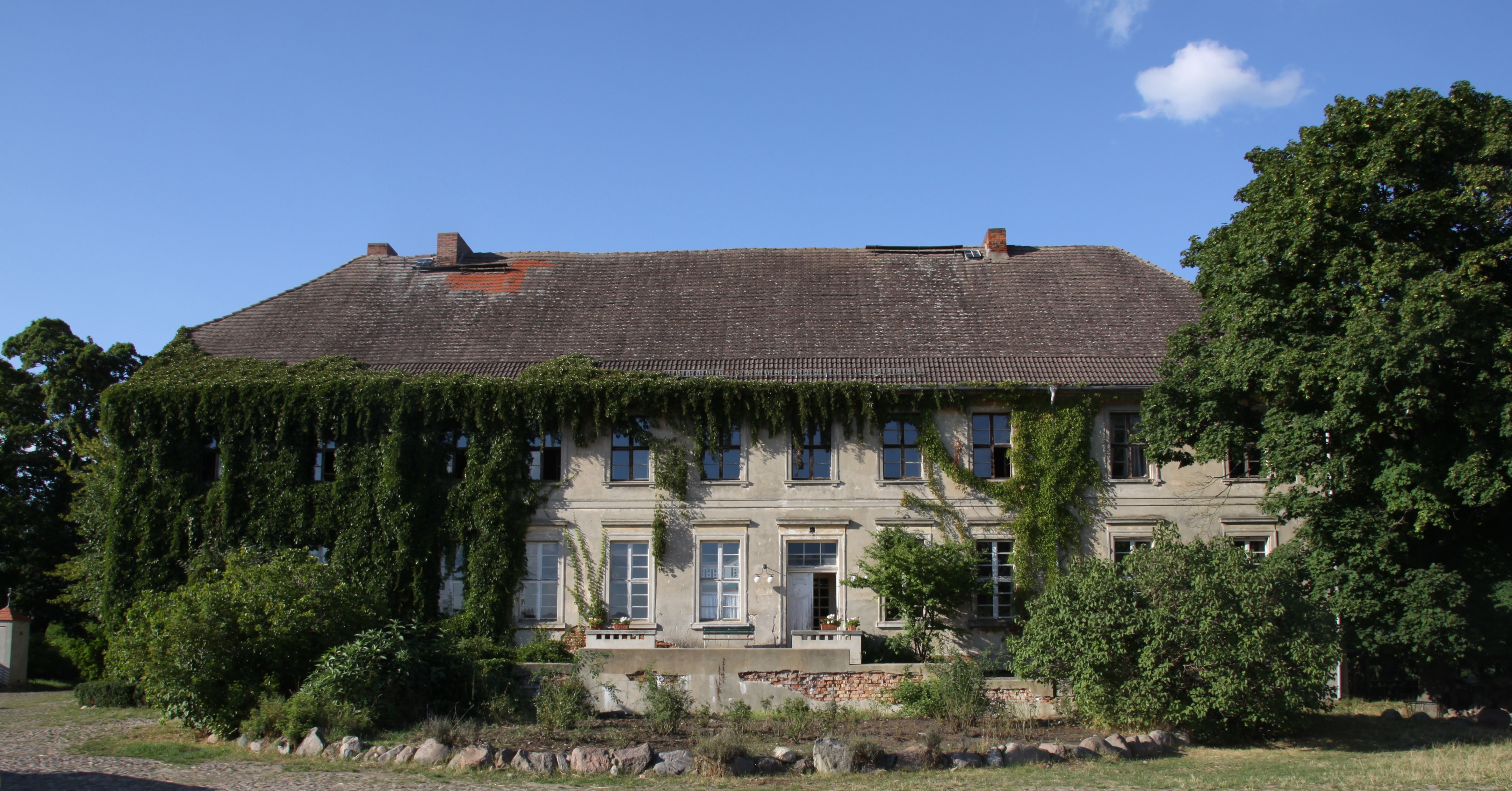
Rückseite des Herrenhauses

Das Herrenhaus ist ein zweigeschossiger elfachsiger Putzbau mit klassizistischer Putzgliederung und Krüppelwalmdach. Major von Heidebrand, Offizier der Gelben Reiter und Schwiegersohn der damaligen Besitzerfamilie von Brunne, ließ das Gutshaus in den Jahren 1802 bis 1805 erbauen. Nach der Enteignung nutzte die sowjetische Militärverwaltung das Herrenhaus ab 1945 als Flüchtlingsunterkunft. Im Herrenhaus waren anschließend bis 1990 ein Kindergarten, ein Konsum-Laden, eine Bibliothek, eine Post und das Bürgermeisteramt untergebracht. Heute dient es als Ferienhof mit angeschlossener ökologischer Landwirtschaft. Den Park des Gutshauses gestaltete Peter Joseph Lenné im Jahre 1862 um.

### Die Gutskirche

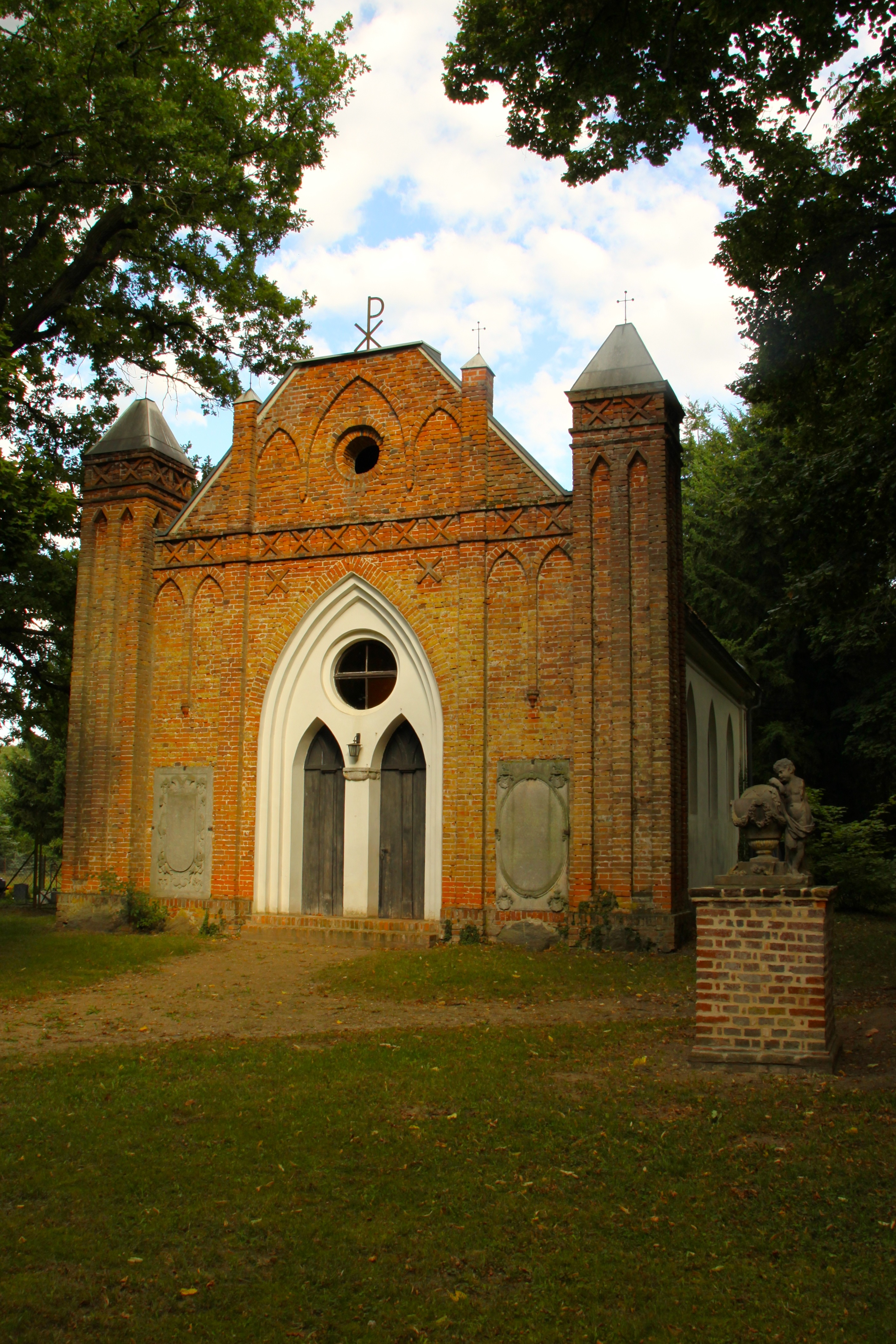
Westfassade der Gutskapelle Tornow

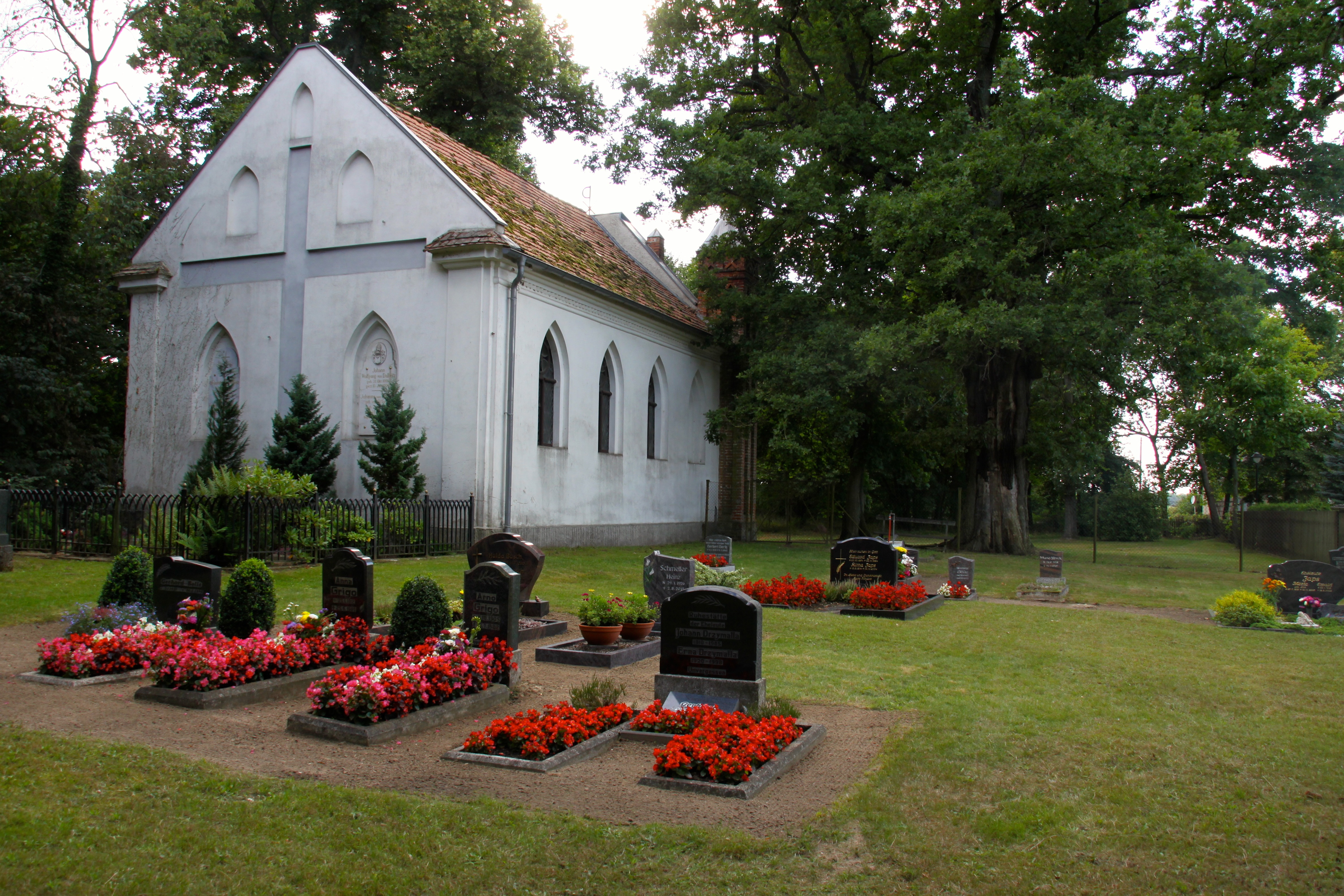
Schiff der Gutskapelle Tornow

Inmitten des Parks steht die Gutskirche, die in den Jahren 1827/1828 im Stil der italienischen Neugotik an der Stelle zweier Vorgängerbauten errichtet wurde. Sie ist ein kleiner, mit Ausnahme der Westfassade verputzter Saalbau aus Backstein. Die von turmartigen Eckpfeilern eingefasste unverputzte Westfassade ist als Schauseite gestaltet. In deren Zentrum befindet sich ein großes doppeltüriges Spitzbogenportal. Der ursprüngliche hölzerne Dachreiter wurde im Jahr 1965 entfernt, als bei einer Trauerfeier die Glocke abstürzte und schwere Schäden verursachte. Die Kirchengemeinde ließ sie daraufhin in einem Gestell vor der Kirche aufhängen. Dort sind auch vier klassizistische Grabdenkmäler der Patronatsfamilie von Brunn zu sehen.
Im Inneren der Kirche befindet sich eine schlichte Westempore. Die aus dem 17. Jahrhundert stammenden Fenster der Langseite sind mit sechs kleinen, runden Wappenscheiben verziert. Der 1996 restaurierte Kanzelaltar mit barocker Kanzeluhr entstand im Jahre 1706. Sie wies den Pfarrer darauf hin, die Zeit in der Predigt einzuhalten. Der fünfseitige Korb ist mit Gemälden Christi und der Evangelisten sowie einem Abendmahlsbild versehen, während Moses die Kanzeltür ziert. Die Herkunft der Kapitelle vor dem Altar ist ungeklärt. Die Taufschale ist eine Kopie der Halberstädter Weihbrotschale aus der zweiten Hälfte des 11. Jahrhunderts. Sie entstand im ersten Drittel des 19. Jahrhunderts in Ilsenburg. Die Altargarnitur wurde im gleichen Zeitraum in Berlin gegossen. Sie geht auf einen Entwurf von Karl Friedrich Schinkel zurück.
Die Kirchengemeinde fasste vor einigen Jahren bereits den Plan, den Glockenturm wiederaufzubauen. Allerdings wurde die Kirche im Zuge der Bodenreform enteignet und befindet sich seit dieser Zeit im Besitz der Stadt. Der Kirchengemeinde wurde ein Nutzungsrecht eingeräumt. Diese komplexen Eigentumsverhältnisse führten dazu, dass eine zeitlich befristet erteilte Baugenehmigung aus den 2010er Jahren verfiel. Anfang 2020 wurde daher zunächst mit der Sanierung des Kirchendachs begonnen.

## Persönlichkeiten
- Sigismund von Dallwitz,  (1829–1906), Politiker, 1893–1906 MdR, Herr auf Tornow